# Макаренко, Николай Фёдорович
Никола́й Фёдорович Мака́ренко (1 мая 1916 года — 12 января 1998 года) — командир эскадрильи 153-го истребительного авиационного полка 5-й смешанной авиационной дивизии ВВС 23-й армии ВВС Ленинградского фронта, майор. Герой Советского Союза.

## Биография
Родился 1 мая 1916 года в селе Сенное, ныне Богодуховского района Харьковской области, в семье крестьянина. Окончил 7 классов. Учился в Изюмском медицинском техникуме Харьковской области. В Красной Армии с 1935 года. В 1938 году окончил Чугуевскую военную авиационную школу лётчиков. Участвовал в походе войск Красной Армии в Западную Украину и Западную Белоруссию 1939 года, советско-финской войне 1939—1940 годов.
Великую Отечественную войну встретил в должности командира звена. Сражался на Ленинградском и Воронежском фронтах.
К декабрю 1941 года командир эскадрильи 153-го истребительного авиационного полка (5-я смешанная авиационная дивизия, 23-я армия, Ленинградский фронт) майор Н. Ф. Макаренко совершил 325 боевых вылета, в 11 воздушных боях сбил 10 и уничтожил на земле 2 самолёта противника. В одном из боёв был тяжело ранен.
10 Февраля 1943 года за мужество и воинскую доблесть, проявленные в боях с врагами, ему было присвоено звание Героя Советского Союза.
В 1950 году с отличием окончил Военно-Воздушную инженерную академию имени Н. Е. Жуковского. В 1970 году Полковник Н. Ф. Макаренко ушёл в запас. Жил в городе Щёлково Московской области. Работал на авиационном заводе в Москве.
Умер 12 января 1998 года. Похоронен на кладбище деревни Леониха.

## Награды
- Медаль «Золотая Звезда» (№ 823; 10.02.1943);
- два орден Ленина (20.12.1941; 10.02.1943);
- два ордена Красного Знамени (13.09.1943; 30.12.1956);
- орден Отечественной войны I степени (06.04.1985);
- орден Трудового Красного Знамени (17.06.1961);
- орден Красной Звезды (15.11.1950);
- медали, в том числе:
  - медаль «За боевые заслуги» (06.11.1945);
  - медаль «За оборону Ленинграда».

## Память
- В посёлке Чкаловский на доме, где жил Герой с 1970 по 1998 год, установлена мемориальная доска (ул. Институтская, 28).
- Имя Николая Макаренко присвоено МиГ-23П из состава 23-го гвардейского истребительного авиационного полка.